# Sistema hawaiano de parentesco

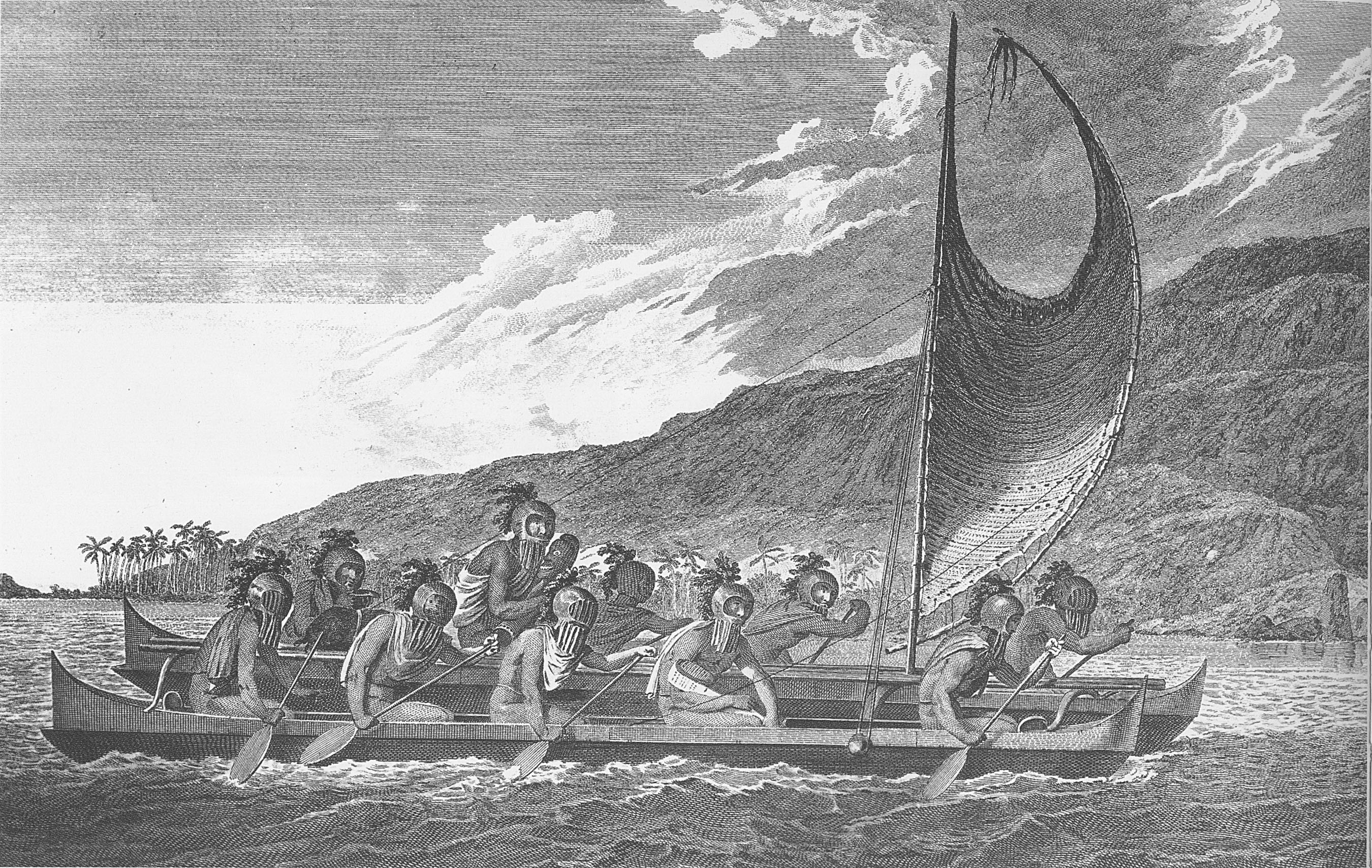
El tipo de parentesco hawaiano es muy común entre los pueblos polinesios. En la imagen, unos sacerdotes hawaianos navegan por la bahía de Kealakekua.

Los sistemas hawaianos de parentesco —llamados también sistemas generacionales— constituyen uno de los seis grandes tipos de Sistemas terminológicos de parentesco que se emplean para definir la adscripción de una persona a un grupo de parientes. Identificados por primera vez en Systems of Consanguinity and Affinity of the Human Family, libro escrito por Lewis Henry Morgan (1871), los sistemas hawaianos ocupan un lugar junto con otros cinco sistemas en la tipología terminológica del parentesco (esquimal, iroqués, crow, omaha y sudanés).

## Características del sistema
Dentro de la tipología antropológica común, los sistemas hawaianos de parentesco constituyen uno de los más sencillos sistemas clasificatorios de parentesco. La simplicidad del sistema llevó a Morgan a suponer que delataban la existencia de un tiempo muy remoto, en el origen de la familia, en el que los hermanos se casaban con sus propias hermanas. 
En los sistemas hawaianos, los parientes son distinguidos por sexo y generación. Hay una generación de padres y una generación de hijos. De esta suerte, Ego se refiere a todas las mujeres de la generación de sus padres con el mismo término que designa a su madre, y a todos los hombres de esa generación con la misma palabra con que designa a su padre. En la generación propia, Ego llama "hermano" a todos los varones y "hermana" a todas las mujeres. El tipo hawaiano de parentesco se encuentra asociado con frecuencia a las sociedades que definen la filiación por la vía ambilineal.

## Uso de los sistemas hawaianos en el mundo
Los sistemas hawaianos tomaron su nombre del sistema de parentesco identificado en el idioma hawaiano antes de su sustitución con los términos occidentales. Es común en las sociedades de habla malayo-polinesia. Hay evidencia de que el parentesco entre los antiguos mixtecos estaba regido por una nomenclatura de este tipo.[cita requerida].